# Майєогбе
Майєогбе (д/н — 1774) — 27-й алаафін (володар) держави Ойо в 1772—1774 роках.

## Життєпис
Відомостей про нього обмаль. 1772 року після самогубства алаафіна Агболуадже фактичний очільник держави — басорун (перший міністр) Ґаа призначив новим алаафіном Майєогбе. Невдовзі він стикнувся з амбіціями синів Ґаа. Увесь час панування Майєогбе перебував у страху перед змовою.
1774 року за наказом басоруна або його синів Майєогбе було отруєно та замінено на Абіодуна.